# Port lotniczy La Florida
Port lotniczy La Florida – port lotniczy zlokalizowany w chilijskim mieście La Serena.